# Capillipedium leucotrichum
Capillipedium leucotrichum là một loài thực vật có hoa trong họ Hòa thảo. Loài này được (A.Camus) M.Schmid ex Veldkamp mô tả khoa học đầu tiên năm 1999.